# La Réunion (falanstério)
La Réunion foi uma comunidade experimental (conhecida como falanstério na terminologia fourierista e como socialista utópica nos termos marxistas) formada em 1855 por colonos franceses, belgas, e suíços aproximadamente a três milhas a oeste da Torre Reunion na periferia de Dallas, estado estadunidense do Texas.
Seus fundadores foram inspirados pela proposta do filósofo francês Francois Marie Charles Fourier. Seguidores de Fourier estabeleceram ao todo 29 colônias similares em várias partes dos Estados Unidos durante o século XIX. A colónia próxima da atual Dallas foi incorporada à cidade emergente de Dallas em torno de 1860.